# Contropassante
Contropassante è un termine utilizzato in araldica per indicare animali uno sull'altro e, alternativamente, rivoltati.

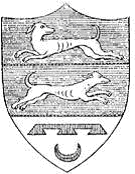
Due levrieri contropassanti (stemma della famiglia Cagiano de Azevedo)
D'oro, alla fascia d'azzurro, caricata di tre losanghe coricate d'argento, accompagnata da due vacche contropassanti di rosso (Oraison, Francia)
D'oro, a tre lupi di nero, lampassati di rosso, contropassanti uno sull'altro (Vœlfling-lès-Bouzonville, Francia)
D'oro, a due leoni illeoparditi di rosso, contropassanti uno sull'altro, accompagnati in capo da una crocetta ancorata dello stesso (Velving, Francia)